# Hewett Cottrell Watson
Pour les articles homonymes, voir Watson et Cottrell.
Hewett Cottrell Watson est un botaniste britannique, né le 9 mai 1804 à Yorkshire et mort le 27 juillet 1881.

## Biographie
Il est le fils d’Holland Watson et d’Harriett née Powell. Il étudie la phrénologie et l’histoire naturelle à Édimbourg de 1828 à 1832. Il hérite d’un domaine dans le Derbyshire vers 1836. Il s’installe à Thames Ditton en 1853 et visite les Açores en 1842. Membre de la Société linnéenne de Londres et de la Société royale de médecine d’Édimbourg. Watson est notamment l’auteur de Outlines of the Geographical Distribution of British Plants (1832), The New Botanists Guide to the Localities of the Rarer Plants of Britain (1835-1837), Cybele Britannica (1870), Typographical Botany (1873-1874). Il édite le Phrenological Journal de 1837 à 1840 et le London Catalogue of British Plants de 1844 à 1874.

## Source
- Allen G. Debus (dir.) (1968). World Who’s Who in Science. A Biographical Dictionary of Notable Scientists from Antiquity to the Present. Marquis-Who’s Who (Chicago) : xvi + 1855 p.